# Oscar Carlén
Per Oscar Carlén, född 11 maj 1988 i Stora Kils församling, Värmlands län, är en svensk handbollstränare och tidigare handbollsspelare (högernia).

## Karriär

### Klubblag
Oskar Carlén började sin handbollskarriär i Ystads IF. När han var 17 år gammal var han med och förde upp laget i Elitserien igen 2006. Han spelade sedan i Ystad IF till 2008 då han gjorde sin sista match i slutspelet. 2006 blev han Årets komet i svensk handboll. 2008 följde han sin far som skulle bli tränare i Flensburg. I Flensburg spelade Carlén 120 matcher och gjorde 525 mål för klubben. Han spelade tre år Flensburg innan han bytte klubb till HSV Hamburg. Han drabbades sedan av två korsbandsskador och spelade aldrig för Hamburg Den 2 september 2013 meddelade Oscar Carlén att han tvingades avsluta karriären på grund av skador.

### Landslagsspel
Carlén debuterade i Sveriges herrlandslag som 19-åring den 4 april 2007 och mästerskapsdebuterade vid EM 2008 i Norge. I gruppspelsmatchen mot Slovakien fick han sitt stora genombrott med 5 mål på 6 skott. Sverige vann matchen med 41-25. Även i VM 2009 i Kroatien var Carlén med. I VM 2011 var han en viktig spelare för Sverige, men inför matchen mot Danmark blev han knäskadad. Men han var tillbaka i semifinalen. Carlén spelade sedan inte fler mästerskap på grund av flera korsbandsskador. På fyra år hann han med 78 landskamper och 214 landslagsmål.

## Efter handbollskarriären
I november 2015 blev det klart att Oscar Carlén skulle bli TV-kommentator på TV4. Han var kommentator på TV4 till augusti då det stod klart att TV4 inte lät varken Tomas Axnér eller Carlén fortsätta på grund av deras roller i svenska klubbar. Carlén blev 2017 assisterande tränare i Ystads IF till Jerry Hallbäck, men fick i januari 2019 en aktivare roll under matcherna i klubben.
Den 22 november 2019 meddelades det att Carlén skulle ta över som huvudtränare i Ystads IF från och med säsongen 2020/2021. Säsongen 2021/2022 blev han uttagen i All-Star Team som Handbollsligans bästa tränare, och ledde också Ystads IF till första SM-guldet på 30 år.

## Släkt
Oscar Carlén är son till handbollstränaren och före detta handbollsspelaren Per Carlén och bror till fotbollsmålvakten Hilda Carlén.